# Nord and Bert Couldn't Make Head or Tail of It
Nord and Bert Couldn't Make Head or Tail of It est un jeu vidéo de fiction interactive conçu par Jeff O'Neill et publié par Infocom à partir de 1986 sur Amiga, Apple II, Atari ST, Commodore 64, IBM PC et Apple Macintosh. Le jeu propose un univers surréaliste dont les énigmes tournent autour de calembours et de jeu de mots. Il est composé de sept chapitres distincts qui peuvent être joués dans n’importe quel ordre,,. Le jeu s'est vendu à plus de 15 000 exemplaires sur la période 1987-1988.